# Cotilla (indumentaria)

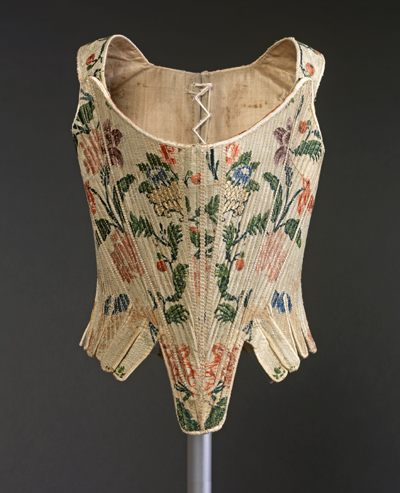
Cotilla de un vestido femenino del.

Cotilla (diminutivo de cota, del latín cautus, acotar). Es un ajustador de lienzo, o de seda o de ballenas, que usaban las mujeres.
En España, en el siglo XVIII, constituía un cuerpo con ballenas sobre el torso, sin mangas, que se ataba con cordones y que terminaba en haldetas para poder adaptarlo a la cintura.